# Eleonora Deveze
Eleonora Deveze est une artiste lyrique française, née en 1990 à Aix-en-Provence.

## Jeunesse et études
Eleonora Deveze a très tôt débuté par la danse classique et contemporaine dans la classe de Josette Baïz. Bercée par la musique classique depuis son enfance, elle prend ses premiers cours de chant à l'âge de 14 ans et décide de poursuivre cette voix. À 16 ans, elle intègre le conservatoire à Rayonnement Régional Darius Milhaud à Aix-en-Provence, directement en second cycle. 
Remarquée par David Stern en 2012, elle est invitée à rejoindre l'atelier lyrique Opera Fuoco qu'il dirige. Elle effectue des masterclasses et des concerts à Paris avec François Le Roux, Jeff Cohen, Jill Feldman et Jay Bernfeld avec qui elle se produit en récital en Autriche avec son ensemble baroque Fuoco e Cenere. En parallèle, elle incarne les rôles dans l'Orphée aux Enfers (personnage d'Eurydice), Zoroastre (personnage d'Amélite).
Elle perfectionne ensuite sa technique vocale et scénique à l'Opéra Studio de l'Opéra de Rome en Italie et à l'Opéra Studio de Leipzig en Allemagne. Elle bénéficie parallèlement des enseignements de Sergio La Stella, Caterina di Tonno, Fabio Centanni et des conseils durant sa carrière de Roberto Abbado, Patricia Racette, Ainhoa Garmendia ou encore de Jeff Cohen. 

## Premiers rôles et mise en scène
À 18 ans, elle interprète son premier rôle, celui de Ernestina dans l'opéra de Rossini L'occasione fa il ladro.
A seulement 19 ans, elle participe à la création de la Compagnie Giovane Voce qui forme de jeunes talents et organise de nombreux concerts dans la région PACA. Elle participe alors à la création du Festival Opéra au Château en partenariat avec la Croix-Rouge française où elle joue notamment le rôle Didon dans Dido and Æneas de Purcell. L'année d'après, elle co-écrit et met en scène avec Tom Mébarki, une comédie musicalement lyrique, Limbroglio Capriccioso inspirée des opéras de Mozart et Rossini qui sera jouée au Casino d'Aix-en-Provence et au Festival de musique et d'art vocal de Caunes-Minervois.
Repérée par le Maestro Christian Mendoze, elle se produit alors dès 2010 dans de nombreux récitals en France et en Italie. Elle y chante des airs d'opéra de Haendel et Mozart, les motets de Vivaldi, des canciones españolas des XVIIe et XVIIIe siècles et des cantates de Haendel, Vivaldi et Bach. Elle réalise en 2011 son premier récital à Paris avec l'ensemble Musica Antiqua Mediterranea dirigé par Christian Mendoze au Théâtre du Châtelet, puis au Palazzo Montanari à Vicence en Italie la même année.

## Carrière
A seulement 23 ans, elle est invitée à chanter au Teatro dell'Opera di Roma et aux thermes de Caracalla où elle interprète plusieurs rôles dont celui de Berta dans Le Barbier de Séville de Rossini aux côtés du Baryton Français Florian Sempey, retransmis en direct sur la chaine Rai 5 pour les 200 ans du Barbier de Séville, et celui du Scoiattolo dans Le scoiattolo in gamba de Nino Rota. Elle interprète également le rôle de la 2e dame dans La Flûte enchantée de Mozart à l'Opéra de Vichy et celui de Giannetta au Théâtre de Saint-Quentin en Yvelines, dans L'Élixir d'amour de Donizetti.
Elle interprètera ensuite des rôles variés tels que, Le Feu dans L'enfant et les Sortilèges de Maurice Ravel et La jeune fille dans Lulu de Alban Berg au Teatro dell’Opera di Roma, celui de Giannetta à l'Opéra de Toulon, Ella dans La Voix Humaine de Poulenc à l'Academy of Opera de Pékin en Chine, La Deuxième Dame dans La flûte enchantée de Mozart à l'Opéra de Vichy, Yniold dans Pelleas et Melisande à l'opéra d'Oviedo et au Théâtre de la Maestranza de Séville, Zélide dans Si j’étais roi de Adolphe Adam, mise en scène à l’Opéra de Toulon, où sa prestation est saluée par la critique pour son « timbre fruité et ferme » ainsi que pour « l’aisance scénique d’une oiseleuse, d’un rossignol » par le site Olyrix.
En parallèle des rôles à l'opéra, elle s’est également illustrée dans le répertoire sacré et baroque. Elle interprète la partie de Soprano dans Exultate jubilate de Mozart, ainsi que le rôle de la Soprano dans le Stabat Mater de Giovanni Battista Pergolesi, dans plusieurs productions. Dans le répertoire lyrique français du XVIIIe siècle, elle tient le rôle d’Amélite dans l’opéra Zoroastre de Jean-Philippe Rameau, présenté en version concert.
Au Canada, elle interprète Duo d'amour à l'Opéra avec le baryton québécois Hugo Laporte au Festival Opéra de Saint-Eustache. Elle y reviendra pour interpréter le rôle de Musetta dans la Bohême de Puccini avant de chanter en Espagne à la Fundacion Juan March à Madrid.
Durant son parcours, elle collabore avec les chefs Charles Dutoit, Donato Renzetti, Stefano Montanari, Yves Abel, Ricardo Frizza, Alejo Pérez, Jonathan Webb, Roberto Forés Veses et avec les metteurs en scène Davide Livermore, René Koering, Eric Vigié, Chiara Muti, William Kentridge et Lorenzo Mariani.

## Actualité
En 2024, elle interprète à deux reprises le rôle de Marjorine dans la création contemporaine Espace Fluide du compositeur Julien Hamon, jouée à La Mégisserie, puis à Paris. En mars de la même année, elle chante The Prayer en live aux côtés de Patrick Bruel dans le cadre de l'émission télévisé, Le Grand Concert des Régions, diffusé sur France 3 et France TV.  Elle interprète en octobre le Requiem de Mozart au Théâtre Kursaal de San Sébastian en Espagne, accompagnée par l’Orchestre Symphonique de Navarre et se produit également en concert au Théâtre International Toursky à Marseille. 
En 2025, elle est nommée coach vocal pour la nouvelle production de TF1 et Netflix, Tout pour la lumière, Feuilleton télévisé français réalisé par Nicolas Herdt. 

## Discographie
Eleonora Deveze participe à la création de deux albums consacrés aux musiques baroques.
Elle sort en septembre 2019 son premier disque Ay Amor avec la maison de disque Continuo Classics où elle met à l'honneur des œuvres de José De Nebra, Sébastien Duron et Juan Hidalgo, Splendeurs de la musique baroque espagnole.
1. Aria de Trompas, Air d'Orestes (Zarzuela)
2. Ouverture (Zarzuela)
3. Aria de Ifigenia (Zarzuela)
4. Aria mas facil sera al viento, Air de Porsena (Opéra)
5. Seguidilla (Zarzuela)
6. Aria Ay Amor, Ay Clelia Mia, Air d'Horacio (Opéra)
7. Air de menuet 1, Allegro cantabile (Zarzuela)
8. Air de menuet 2, Allegro
9. Da Capo Air de menuet 1
10. Cancion El Picaro de Cupido
11. Cancion Esperar, Sentir, Morir
12. Cancion Ay que si, Ay que no

Elle participe en juin 2020 à l'enregistrement d'un second disque à Paris, Fandango, de Santiago de Murcia consacré au répertoire baroque du Mexique.

## Engagement pour la jeunesse
Entre 2019 et 2022, Eleonora Deveze est co-fondatrice avec l'urbaniste et écrivain, Jean-Baptiste Bouzid, de l'association qu'elle préside, Les Rencontres musicales et d'art lyrique, qui a pour objet la promotion de l'art lyrique auprès de la jeunesse par le biais de spectacles lyriques pédagogiques à destination des établissements scolaires. Durant cette période, plusieurs établissements scolaires de Marseille et plus de 600 enfants ont été sensibilisé à l'art lyrique. Elle créait parallèlement Les Rencontres de Luynes à Aix-en-Provence ainsi que la chorale Au Clair de Luynes avec laquelle elle réalisera une série de concerts à Aix-en-Provence.